# Cincinnati Zoo and Botanical Garden
Koordinaten: 39° 8′ 34,6″ N, 84° 30′ 32,5″ W
Der Cincinnati Zoo and Botanical Garden ist ein zoologischer und botanischer Garten in Cincinnati im US-Bundesstaat Ohio. Er wurde im Jahr 1875 gegründet und ist der zweitälteste Zoo in den Vereinigten Staaten. Er befindet sich im heutigen Stadtviertel Avondale und bedeckt eine Fläche von etwa 30 ha.

## Geschichte
Der Zoo wurde auf den ehemaligen Ländereien Burnet Woods und Blakeley Woods errichtet. Der zukünftige Zoogründer und -direktor, Andrew Erkenbrecher, war Leiter der Society for the Acclimatization of Birds und der Acclimatization Society of Cincinnati und hatte die Ländereien ihren jeweiligen Vorbesitzern William und George Wilshire sowie Augustus Winslow abgekauft. Zunächst nutzte Erkenbrecher die Anlagen als Winterquartiere für importierte Singvögel aus Europa, um eine örtliche Raupenplage zu bekämpfen. Die massenhafte Freilassung der Vögel wurde schon damals von Naturschützern kritisiert. Der Cincinnati Zoo and Botanical Garden wurde schließlich am 18. September 1875 eröffnet, nachdem bereits 1873 die Zoological Society of Cincinnati (dt. Zoologische Gesellschaft von Cincinnati) gegründet worden war. Erst vierzehn Monate zuvor war der Zoo von Philadelphia eröffnet worden, der älteste Zoo in den USA. Zu den ältesten Zoogebäuden gehört das heutige Reptilienhaus (ehemals Affenhaus). Zur Unterstützung der zahlreichen Zucht- und Erhaltungsprogramme (erste Erfolge verbuchte der Zoo bei Trompeterschwänen und Seelöwen) gründete die Zoogesellschaft im Jahr 1986 das Lindner Center for Conservation and Research of Endangered Wildlife (CREW).

## Bestand und berühmte Tiere
Im Cincinnati Zoo and Botanical Garden werden über 500 verschiedene Tierarten gehalten. Neben den „klassischen“ Tieren (wie Löwen und Giraffen) werden auch zahlreiche Raritäten wie zum Beispiel der Potto (Perodicticus potto) aus Westafrika und die Fischkatze (Prionailurus viverrinus) aus Südostasien präsentiert.
Im Zoo von Cincinnati starb am 1. September 1914 Martha, die letzte Wandertaube.
Am 28. Mai 2016 wurde der männliche Westliche Flachlandgorilla Harambe von Tierpflegern erschossen. Ein dreijähriges Kind war in das Gorilla-Gehege gefallen und Harambe hatte den Jungen mit sich herumgeschleift. Harambes Erschießung wurde kontrovers diskutiert.
Am 24. Januar 2017 wurde das weibliche Flusspferd Fiona geboren. Es wurde durch Internet-Memes und Besuchervideos bekannt, die vornehmlich auf YouTube und Facebook hochgeladen wurden (und werden).